# Namika
Namika (Frankfurt am Main, 1991; nascida Hanan Hamdi) também conhecida pelo nome artístico Hän Violett, é uma cantora de popalternativo marroquina-alemã, cuja música é liricamente e musicalmente orientada na cena do Hip-hop alemão.

## Biografia
Namika cresceu em Frankfurt am Main.
Em 21 de julho de 2015 apresentou seu álbum de estreia Nador. Por isso o primeiro single Lieblingsmensch está incluído. O álbum entrou, no final de Julho de 2015, para o 13º lugar das paradas de álbuns alemães. O single Lieblingsmensch (2015) alcançou o 1º lugar das paradas de singles alemães.
Namika publicou quatro vídeos, incluindo o vídeo da canção Na-Mi-Ka, do seu EP Hellwach. O título do EP é também o nome de sua canção. A faixa foi produzida pela equipe produtora Beatgees, que já produziu músicas para Lena, Curse e Ann Sophie.
Namika foi aprovada, em 29 de agosto de 2015, no Bundesvision Song Contest 2015. Foi para Hessen com uma versão especialmente editada para o Concurso de sua canção Hellwach, alcançando o sétimo lugar.
Em 9 de outubro do mesmo ano foi autorizada a competir com três músicas no New Music Award. O concurso é considerado o maior concurso nacional para jovens músicos. O evento é organizado pelos nove programas de rádio jovens de ARD, incluindo a YOUFM transmissor do Hessian Radio, que levou Namika.

## Discografia

### Álbuns
| Ano  | Título    | Posições alcançadas | Posições alcançadas | Posições alcançadas | Comentários                           |
| Ano  | Título    | Alemanha            | Áustria             | Suíça               | Comentários                           |
| ---- | --------- | ------------------- | ------------------- | ------------------- | ------------------------------------- |
| 2015 | Nador     | 13                  | 71                  | 36                  | Primeira publicação: 24 de Julho 2015 |
| 2018 | Que Walou | -                   | -                   | -                   | -                                     |

### Singles
| Ano  | Título                | Posições alcançadas | Posições alcançadas | Posições alcançadas | Comentários                            |
| Ano  | Título                | AlemanhaDE          | ÁustriaAT           | SuíçaCH             | Comentários                            |
| ---- | --------------------- | ------------------- | ------------------- | ------------------- | -------------------------------------- |
| 2015 | Lieblingsmensch Nador | 1                   | 5                   | 20                  | Primeira publicação: 7 de agosto 2015  |
| 2015 | Hellwach Nador        | 62                  | —                   | —                   | Primeira publicação: 28 de agosto 2015 |

Outros lançamentos
- 2013: Flow zum Gesang (sob o nome artístico Hän Violett)
- 2015: Nador
- 2015: Wenn sie kommen (feat. Ali As)
- 2015: Na-Mi-Ka
- 2015: Mein Film (feat. MoTrip)